# Tajeddine el-Hassani
Pour les articles homonymes, voir Hassani.
Tajeddine el-Hassani (en arabe : تاج الدين الحسني / Tāj ad-Dīn al-Ḥasanī), né en 1885 à Damas et mort le 17 janvier 1943 dans la même ville, est un homme d'État syrien, Premier ministre entre 1934 et 1935 et président de la République entre 1928 et 1931 puis entre 1941 et 1943.